# Licos de Règion
Licos de Règion (grec antic: Λύκος, llatí: Lycus), de renom Βουθήρας 'pastor de bous', fou un historiador grec, pare biològic o adoptiu del poeta Licòfron de Calcis.
Vivia al segle iii aC en temps de Demetri de Falèron. Va escriure una història de Líbia i una de Sicília, i una obra sobre Alexandre el Gran. L'esmenten diversos autors, que li atribueixen més obres, com una història de Tebes i un llibre sobre Nèstor, que sembla que era de caràcter mitològic.